# Пейпонен, Йоханна
Йо́ханна Кю́лликки Пе́йпонен (фин. Johanna Kyllikki Peiponen ; род. 18 декабря 1990, Рованиеми, Финляндия) — финская легкоатлетка, специализирующаяся в беге на длинные дистанции; член сборной Финляндии на летних Олимпийских играх 2016 года.